# Sivas (filme)
Sivas é um filme de drama turco de 2014 dirigido e escrito por Kaan Müjdeci. Foi selecionado como representante da Turquia à edição do Oscar 2015, organizada pela Academia de Artes e Ciências Cinematográficas.

## Elenco
- Doğan İzci - Aslan
- Çakır - Sivas
- Hasan Özdemir - Hasan
- Ezgi Ergin - Ayşe
- Furkan Uyar - Osman
- Ozan Çelik - Şahin